# Circuito Femenino ITF 2017
El Circuito Femenino ITF 2017 es la edición 2017 de la segunda gira de nivel profesional de las mujeres del tenis. Está organizado por la Federación Internacional de Tenis y está en un nivel por debajo de la WTA. El Circuito Femenino ITF incluye torneos con premios que van desde $ 15.000 hasta $ 100.000.

## Calendario

### Enero - marzo
| N.º | Enero | Enero | Enero | Enero | Enero | Febrero | Febrero | Febrero | Febrero | Marzo | Marzo | Marzo | Marzo |
| N.º | 2     | 9     | 16    | 23    | 30    | 6       | 13      | 20      | 27      | 6     | 13    | 20    | 27    |
| --- | ----- | ----- | ----- | ----- | ----- | ------- | ------- | ------- | ------- | ----- | ----- | ----- | ----- |
| 1   | HKG   | USA   | USA   | FRA   | USA   | AUS     | AUS     | AUS     | AUS     | CHN   | CHN   | CHN   | CHN   |
| 2   |       | FRA   | EGY   | USA   | AUS   | EGY     | GER     | RUS     | BRA     | AUS   | EGY   | AUS   | FRA   |
| 3   |       | TUN   | FRA   | EGY   | FRA   | GBR     | USA     | USA     | CHN     | BRA   | FRA   | ITA   | AUS   |
| 4   |       | TUR   | GER   | FRA   | EGY   | SVK     | CHN     | CHN     | EGY     | JPN   | GRE   | EGY   | ITA   |
| 5   |       |       | TUN   | KAZ   | GBR   | ESP     | EGY     | EGY     | FRA     | EGY   | ITA   | FRA   | JPN   |
| 6   |       |       | TUR   | TUN   | TUN   | TUN     | GBR     | ESP     | IND     | FRA   | TUN   | GRE   | BRA   |
| 7   |       |       |       | TUR   | TUR   | TUR     | ITA     | TUN     | ESP     | GRE   | TUR   | JPN   | EGY   |
| 8   |       |       |       |       |       |         | ESP     | TUR     | TUN     | ITA   | USA   | POR   | GRE   |
| 9   |       |       |       |       |       |         | TUN     |         | TUR     | TUN   |       | TUN   | POR   |
| 10  |       |       |       |       |       |         | TUR     |         |         | TUR   |       | TUR   | TUN   |
| 11  |       |       |       |       |       |         |         |         |         | USA   |       |       | TUR   |
| 12  |       |       |       |       |       |         |         |         |         |       |       |       |       |

### Abril - junio
| N.º | Abril | Abril | Abril | Abril | Mayo | Mayo | Mayo | Mayo | Mayo | Junio | Junio | Junio | Junio |
| N.º | 3     | 10    | 17    | 24    | 1    | 8    | 15   | 22   | 29   | 5     | 12    | 19    | 26    |
| --- | ----- | ----- | ----- | ----- | ---- | ---- | ---- | ---- | ---- | ----- | ----- | ----- | ----- |
| 1   | ITA   | USA   | USA   | CHN   | JPN  | FRA  | SVK  | CHN  | CHN  | CHN   | FRA   | GBR   | GBR   |
| 2   | JPN   | TUR   | ITA   | TUN   | USA  | JPN  | FRA  | ITA  | ITA  | ITA   | GBR   | TUR   | FRA   |
| 3   | TUR   | CHN   | SUI   | USA   | GER  | CHN  | JPN  | JPN  | UZB  | UZB   | CZE   | FRA   | GER   |
| 4   | USA   | ITA   | CRO   | ITA   | ESP  | HUN  | CHN  | KOR  | ARG  | ARG   | GER   | HUN   | POL   |
| 5   | BRA   | MEX   | KAZ   | UZB   | TUN  | KOR  | KOR  | ARG  | KOR  | KOR   | JPN   | KOR   | SWE   |
| 6   | CRO   | USA   | TUN   | CRO   | CRO  | ESP  | ESP  | POR  | POR  | POR   | POR   | POL   | USA   |
| 7   | EGY   | BRA   | TUR   | EGY   | EGY  | THA  | SWE  | TUN  | SRB  | SRB   | USA   | SWE   | CHN   |
| 8   | FRA   | EGY   |       | KAZ   | HUN  | USA  | USA  | TUR  | TUN  | TUN   | UZB   | SUI   | EGY   |
| 9   | GRE   | KAZ   |       | THA   | ISR  | CRO  | POR  |      | TUR  | TUR   | BLR   | USA   | HKG   |
| 10  | TUN   | TUN   |       | TUR   | ITA  | EGY  | TUN  |      |      |       | BIH   | UZB   | ISR   |
| 11  |       |       |       |       | THA  | ITA  | TUR  |      |      |       | IND   | CAN   | ITA   |
| 12  |       |       |       |       | TUR  | TUN  |      |      |      |       | KOR   | CHN   | ROU   |
| 13  |       |       |       |       |      | TUR  |      |      |      |       | ESP   | TPE   | TUR   |
| 14  |       |       |       |       |      |      |      |      |      |       | TUN   | GER   |       |
| 15  |       |       |       |       |      |      |      |      |      |       | TUR   | ISR   |       |
| 16  |       |       |       |       |      |      |      |      |      |       |       | ITA   |       |
| 17  |       |       |       |       |      |      |      |      |      |       |       | NED   |       |
| 18  |       |       |       |       |      |      |      |      |      |       |       | TUN   |       |

### Julio - septiembre
| N.º | Julio | Julio | Julio | Julio | Julio | Agosto | Agosto | Agosto | Agosto | Septiembre | Septiembre | Septiembre | Septiembre |
| N.º | 3     | 10    | 17    | 24    | 31    | 7      | 14     | 21     | 28     | 4          | 11         | 18         | 25         |
| --- | ----- | ----- | ----- | ----- | ----- | ------ | ------ | ------ | ------ | ---------- | ---------- | ---------- | ---------- |
| 1   | ITA   | FRA   | KAZ   | CZE   | USA   | GER    | CAN    | TUR    | HUN    | BUL        | FRA        | MEX        | USA        |
| 2   | FRA   | HUN   | CZE   | CAN   | GER   | BEL    | GER    | GER    | ITA    | HUN        | USA        | RUS        | AUS        |
| 3   | GER   | GER   | TUR   | USA   | GBR   | GBR    | SUI    | HUN    | JPN    | CZE        | CHN        | USA        | FRA        |
| 4   | NED   | CAN   | USA   | GER   | ESP   | USA    | THA    | JPN    | KAZ    | EGY        | GEO        | FRA        | ITA        |
| 5   | ESP   | CHN   | CAN   | THA   | USA   | AUT    | AUT    | BEL    | ROU    | GER        | ITA        | AUS        | THA        |
| 6   | CHN   | ITA   | CHN   | BRA   | EGY   | POL    | ITA    | ITA    | BEL    | ITA        | USA        | ITA        | USA        |
| 7   | EGY   | RUS   | GER   | EGY   | FIN   | ROU    | NED    | NED    | CZE    | JPN        | ARG        | MNE        | CZE        |
| 8   | POR   | BEL   | ITA   | EST   | POR   | RUS    | POL    | POL    | KOR    | KOR        | CZE        | USA        | EGY        |
| 9   | ROU   | BRA   | BEL   | FIN   | ROU   | ESP    | RUS    | ROU    | NED    | TUN        | EGY        | BUL        | KAZ        |
| 10  | SRB   | EGY   | EGY   | FRA   | THA   | THA    | ESP    | SRB    | POL    | TUR        | HUN        | EGY        | LBN        |
| 11  | TUR   | GEO   | ROU   | HKG   | TUR   | TUR    |        | SUI    | SUI    |            | THA        | KAZ        | ESP        |
| 12  |       | NED   | ESP   | IRL   | UKR   |        |        |        | TUR    |            | TUN        | ESP        | TUN        |
| 13  |       | POR   | THA   | ITA   |       |        |        |        |        |            | TUR        | THA        | TUR        |
| 14  |       | SRB   |       | ROU   |       |        |        |        |        |            |            | TUN        | UKR        |
| 15  |       | THA   |       | USA   |       |        |        |        |        |            |            | TUR        | USA        |

### Octubre - diciembre
| N.º | Octubre | Octubre | Octubre | Octubre | Octubre | Noviembre | Noviembre | Noviembre | Noviembre | Diciembre | Diciembre | Diciembre | Diciembre |
| N.º | 2       | 9       | 16      | 23      | 30      | 6         | 13        | 20        | 27        | 4         | 11        | 18        | 25        |
| --- | ------- | ------- | ------- | ------- | ------- | --------- | --------- | --------- | --------- | --------- | --------- | --------- | --------- |
| 1   | AUS     | AUS     | CHN     | FRA     | USA     | CHN       | JPN       | ESP       | ESP       | CHI       | UAE       | IND       | HKG       |
| 2   | ITA     | FRA     | FRA     | USA     | AUS     | JPN       | POL       | USA       | BRA       | ESP       | IND       | PAR       |           |
| 3   | ARG     | ITA     | ITA     | CAN     | CAN     | USA       | SEN       | BLR       | CHI       | CZE       | BOL       | TUN       |           |
| 4   | BUL     | JPN     | JPN     | CHN     | FRA     | AUS       | ESP       | EGY       | CZE       | ECU       | EGY       | TUR       |           |
| 5   | EGY     | NGR     | NGR     | ITA     | ITA     | GBR       | USA       | GRE       | ECU       | EGY       | ITA       |           |           |
| 6   | LBN     | POR     | POR     | POR     | ESP     | IND       | EGY       | RSA       | EGY       | IND       | TUN       |           |           |
| 7   | POR     | ESP     | USA     | TUR     | COL     | ESP       | FIN       | TUN       | GEO       | RSA       | TUR       |           |           |
| 8   | ESP     | USA     | EGY     | EGY     | EGY     | COL       | GRE       | TUR       | IND       | TUN       |           |           |           |
| 9   | SRI     | ARG     | ESP     | GBR     | GBR     | EGY       | MAR       |           | RSA       | TUR       |           |           |           |
| 10  | THA     | EGY     | SRI     | GRE     | GRE     | GRE       | NOR       |           | TUN       |           |           |           |           |
| 11  | TUN     | SRI     | TUN     | PAR     | LUX     | ITA       | TUN       |           | TUR       |           |           |           |           |
| 12  | TUR     | THA     | TUR     | SWE     | MAR     | MAR       | TUR       |           |           |           |           |           |           |
| 13  | USA     | TUN     |         | TUN     | PAR     | PAR       |           |           |           |           |           |           |           |
| 14  |         | TUR     |         |         | SWE     | TUN       |           |           |           |           |           |           |           |
| 15  |         |         |         |         | TUN     | TUR       |           |           |           |           |           |           |           |
| 16  |         |         |         |         | TUR     |           |           |           |           |           |           |           |           |

## Distribución de puntos de clasificación
| Description        | G   | F  | SF | CF | R16 | R32 | QLFR | Q3 | Q2 | Q1 |
| ------------------ | --- | -- | -- | -- | --- | --- | ---- | -- | -- | -- |
| ITF $100,000+H (S) | 150 | 90 | 55 | 28 | 14  | 1   | 6    | 4  | 1  | –  |
| ITF $100,000+H (D) | 150 | 90 | 55 | 28 | 1   | –   | –    | –  | –  | –  |
| ITF $100,000 (S)   | 140 | 85 | 50 | 25 | 13  | 1   | 6    | 4  | 1  | –  |
| ITF $100,000 (D)   | 140 | 85 | 50 | 25 | 1   | –   | –    | –  | –  | –  |
| ITF $80,000+H (S)  | 130 | 80 | 48 | 24 | 12  | 1   | 5    | 3  | 1  | –  |
| ITF $80,000+H (D)  | 130 | 80 | 48 | 24 | 1   | –   | –    | –  | –  | –  |
| ITF $80,000 (S)    | 115 | 70 | 42 | 21 | 10  | 1   | 5    | 3  | 1  | –  |
| ITF $80,000 (D)    | 115 | 70 | 42 | 21 | 1   | –   | –    | –  | –  | –  |
| ITF $60,000+H (S)  | 100 | 60 | 36 | 18 | 9   | 1   | 5    | 3  | 1  | –  |
| ITF $60,000+H (D)  | 100 | 60 | 36 | 18 | 1   | –   | –    | –  | –  | –  |
| ITF $60,000 (S)    | 80  | 48 | 29 | 15 | 8   | 1   | 5    | 3  | 1  | –  |
| ITF $60,000 (D)    | 80  | 48 | 29 | 15 | 1   | –   | –    | –  | –  | –  |
| ITF $25,000+H (S)  | 60  | 36 | 22 | 11 | 6   | 1   | 2    | –  | –  | –  |
| ITF $25,000+H (D)  | 60  | 36 | 22 | 11 | 1   | –   | –    | –  | –  | –  |
| ITF $25,000 (S)    | 50  | 30 | 18 | 9  | 5   | 1   | 1    | –  | –  | –  |
| ITF $25,000 (D)    | 50  | 30 | 18 | 9  | 1   | –   | –    | –  | –  | –  |
| ITF $15,000+H (S)  | 25  | 15 | 9  | 5  | 1   | –   | –    | –  | –  | –  |
| ITF $15,000+H (D)  | 25  | 15 | 9  | 1  | 0   | –   | –    | –  | –  | –  |
| ITF $15,000 (S)    | 12  | 7  | 4  | 2  | 1   | –   | –    | –  | –  | –  |
| ITF $15,000 (D)    | 12  | 7  | 4  | 1  | 0   | –   | –    | –  | –  | –  |

"+H" indica que se proporciona hospitalidad.